# Лейденфрост, Иоганн Готлиб
Иоганн Готлоб Лейденфрост (нем. Johann Gottlob Leidenfrost; 27 ноября 1715 – 2 декабря 1794) — немецкий врач и теолог, впервые описавший научный феномен, названный впоследствии эффектом Лейденфроста.

## Личная жизнь и карьера
Иоганн Готлоб Лейденфрост родился в Роспервенде, сельском округе в коммуне Берга в графстве Штольберг-Штольберг в земле Саксония-Анхальт. Его отец, Иоганн Генрих Лейденфрост, был пастором. О жизни Лейденфроста до начала его академической карьеры известно мало.
Лейденфрост, как когда-то его отец, начал изучать богословие в университете Гиссена. Вскоре он перешёл на медицинский факультет, позднее учился в Лейпцигском университете и в университете Галле.
В 1741 году он получил докторскую степень в области медицины за трактат по исследованию движения тела человека «Гармоничные отношения движений в организме человека». После завершения учёбы Лейденфрост несколько лет путешествовал, а во время Первой Силезской войны был полевым врачом.
В 1743 Лейденфросту предложили должность профессора в университете Дуйсбурга. В 1745 году он женился на жительнице Дуйсбурга, Анне Корнелии Калькофф. У супругов было семеро детей, в том числе Йоханна Улрике (1752—1819), которая впоследствии стала женой известного немецкого богослова Кристиана Крафта. В университете Дуйсбурга Лейденфрост преподавал медицину, физику и химию, а также исполнял должность ректора университета и одновременно вёл частную медицинскую практику.
В 1756 году Лейденфрост стал членом Прусской академии наук, а в 1773 году его избрали членом академии Леопольдина по отделению медицины.
За свою жизнь Лейденфрост опубликовал более семидесяти рукописей, в том числе De Aquae Communis Nonnullis Qualitatibus Tractatus («Трактат о некоторых свойствах простой воды») (1756), в котором был впервые описан эффект Лейденфроста (хотя это явление ранее отмечал Герман Бургаве в 1732 году). Лейденфрост умер в Дуйсбурге. В его память 1 октября 2006 года на здании старой школы в Роспервенде была установлена мемориальная доска.

## Внешние ссылки
- (нем.) Leidenfrost – Ahnen (genealogy).
- Scientists make water run uphill
- Carolyn Embach, ResearchGate: English translation of Johann Gottlob Leidenfrost, De aquae communes nonnullis qualitatibus tractatus, Duisburg on Rhine, 1756. (Carolyn S. E. Wares aka Carolyn Embach, translator, 1964)